# 船山温泉
船山温泉（ふなやまおんせん）は山梨県南巨摩郡南部町本郷にある温泉。

## 泉質
- 単純硫黄冷鉱泉（低張性弱アルカリ性冷鉱泉）
  - 泉温 13.3℃ [1]
- 源泉温度が低いため、加温・循環方式にしている。

## 温泉地
南部町の山あい、富士川水系の船岡川沿いに旅館「船山温泉』が1軒存在する。周囲は山に囲まれている。
規模が小さいため、日帰り入浴は受け付けていない。料理には、季節に合わせた地元の食材を使用している。

## 歴史
開湯時期は不詳だが、少なくとも100年以上の歴史を有する。

## アクセス
- JR身延線内船駅より、車で10分。
- 新東名高速道路新清水JCTから中部横断自動車道南部ICで下車、国道52号経由で船山温泉まで車で27分。
- 中央自動車道双葉JCTから中部横断自動車道南部Cで下車、国道52号経由で船山温泉まで車で42分。